# Tour dei British and Irish Lions 1888
Nel 1888 la prima rappresentativa (non ancora riconosciuta ufficialmente) di rugby delle Isole britanniche va in tour in Nuova Zelanda ed Australia, guidata da Bob Seddon prima e Andrew Stoddart poi.

## Organizzazione
Il tour venne organizzato da due giocatori professionisti inglesi di cricket, Alfred Shaw and Arthur Shrewsbury, ma non riuscirono ad ottenere il patrocinio dalla Rugby Football Union che rifiutò, per i timori di violazione delle regole sul dilettantismo Il team venne guidato come capitano dal nazionale inglese Robert Seddon e prevederà 35 partite, ma nessun match ufficiale contro nazionali. Il bilancio fu di 27 vittorie, sei pareggi e due sconfitte.
Il team era principalmente formato da giocatori inglesi. I due manager erano molto esperti, avendo organizzato vari tour in Australia, compreso l'economicamente fallimentare tour della nazionale inglese in Australia iniziato pochi mesi prima. Anche questo tour non fu un successo finanziario per i due. Peggio andò al capitano Seddon, annegato durante una gita in barca il 15 agosto. durante una gita sul fiume Hunter nel Nuovo Galles del Sud.- Il ruolo di capitano passò ad Andrew Stoddart che aveva appena terminato la citata tournée con la nazionale di cricket. 
Va segnalato che in Inghilterra in quel periodo il rugby era dilaniato dalle diatribe sul professionismo, specialmente nel nord che portarono alla scissione con la nascita del Rugby League. Ai giocatori venne richiesto di firmare una dichiarazione che non era loro stato dato alcun compenso per partecipare al tour.
La squadra giocò in maglia a strisce rosse, bianco e blu con pantaloncini bianchi.
Inoltre la squadra disputò anche 19 partite di Football australiano: malgrado la scarsa conoscenza del gioco, vinceranno 9 partite.

## Risultati
| Dunedin 28 aprile 1888 | Otago | 3 – 8 | Gran Bretagna XV |  |

| Dunedin 2 maggio 1888 | Otago | 3 – 4 | Gran Bretagna XV |  |

| Christchurch 5 maggio 1888 | Canterbury | 6 – 14 | Gran Bretagna XV |  |

| Christchurch 9 maggio 1888 | Canterbury | 0 – 4 | Gran Bretagna XV |  |

| Wellington 12 maggio 1888 | Wellington | 3 – 3 | Gran Bretagna XV |  |

| Wellington 14 maggio 1888 | H.Roberts XV | 1 – 4 | Gran Bretagna XV |  |

| New Plymouth 16 maggio 1888 | Taranaki Clubs | 1 – 0 | Gran Bretagna XV |  |

| Auckland 19 maggio 1888 | Auckland | 3 – 6 | Gran Bretagna XV |  |

| Auckland 24 maggio 1888 | Auckland | 4 – 0 | Gran Bretagna XV |  |

| Sydney 2 giugno 1888 | New Sotuh Wales | 2 – 18 | Gran Bretagna XV |  |

| Bathurst 6 giugno 1888 | Bathurst | 6 – 13 | Gran Bretagna XV |  |

| Sydney 9 giugno 1888 | New Sotuh Wales | 6 – 18 | Gran Bretagna XV |  |

| Sydney 11 giugno 1888 | Sydney Juniors | 0 – 11 | Gran Bretagna XV |  |

| Parramatta 12 giugno 1888 | King's Schools Sidney | 10 – 10 | Gran Bretagna XV |  |

| Adelaide 16 luglio 1888 | Adelaide XV | 3 – 28 | Gran Bretagna XV |  |

| Melbourne 1º agosto 1888 | Melbourne | 5 – 11 | Gran Bretagna XV |  |

| Sydney 4 agosto 1888 | New Sotuh Wales | 2 – 16 | Gran Bretagna XV |  |

| Sydney 6 agosto 1888 | Sydney Grammar past & present | 3 – 3 | Gran Bretagna XV |  |

| Bathurst 8 agosto 1888 | Bathurst | 10 – 20 | Gran Bretagna XV |  |

| Sydney 11 agosto 1888 | University of Sydney | 4 – 8 | Gran Bretagna XV |  |

| Brisbane 18 agosto 1888 | Queensland | 6 – 13 | Gran Bretagna XV |  |

| Brisbane 21 agosto 1888 | Queensland juniors | 3 – 11 | Gran Bretagna XV |  |

| Ipswich 23 agosto 1888 | Ipswich | 5 – 15 | Gran Bretagna XV |  |

| Brisbane 25 agosto 1888 | Queensland | 0 – 7 | Gran Bretagna XV |  |

| Newcastle 29 agosto 1888 | Newcastle | 7 – 15 | Gran Bretagna XV |  |

| Auckland 8 settembre 1888 | Auckland | 0 – 3 | Gran Bretagna XV |  |

| Auckland 12 settembre 1888 | Auckland | 1 – 1 | Gran Bretagna XV |  |

| Napier 15 settembre 1888 | Hawke's Bay | 2 – 3 | Gran Bretagna XV |  |

| Masterton 17 settembre 1888 | Wairapapa | 1 – 5 | Gran Bretagna XV |  |

| Christchurch 20 settembre 1888 | Canterbury | 0 – 8 | Gran Bretagna XV |  |

| Dunedin 22 settembre 1888 | Otago | 0 – 0 | Gran Bretagna XV |  |

| Dunedin 26 settembre 1888 | South Island | 3 – 5 | Gran Bretagna XV |  |

| Christchurch 29 settembre 1888 | South Island | 0 – 6 | Gran Bretagna XV |  |

| Hawera 2 ottobre 1888 | Taranaki Clubs | 1 – 7 | Gran Bretagna XV |  |

| Wanganui 3 ottobre 1888 | Wanganui | 1 – 1 | Gran Bretagna XV |  |